# Куклиш
Куклиш (мкд. Куклиш) је насеље у Северној Македонији, у југоисточном делу државе. Куклиш је насеље у оквиру општине Струмица.

## Географија
Куклиш је смештен у југоисточном делу Северне Македоније. Од најближег града, Струмице, насеље је удаљено 5 km југоисточно.
Насеље Куклиш се налази у историјској области Струмица. Насеље је положено на југозападном ободу Струмичког поља, на месту где се оно издиже у прва брда, која ка југозападу прелазе у планину Беласица. Надморска висина насеља је приближно 240 метара.
Месна клима је блажи облик континенталне због близине Егејског мора (жарка лета).

## Становништво
Куклиш је према последњем попису из 2002. године имао 2.532 становника.
Већинско становништво у насељу су етнички Македонци (99%), а остало су махом Срби.
Претежна вероисповест месног становништва је православље.